# Área metropolitana de Scranton-Wilkes-Barre
El Área Metropolitana de Scranton-Wilkes-Barre, también conocido como Valle de Wyoming (Wyoming Valley) y oficialmente como Área Estadística Metropolitana de Scranton-Wilkes-Barre, PA MSA tal como lo define la Oficina de Administración y Presupuesto, es un Área Estadística Metropolitana centrada en las localidades de Scranton y Wilkes-Barre en el estado estadounidense de Pensilvania. El área metropolitana tenía una población en el Censo de 2010 de 563.631 habitantes, convirtiéndola en la 91.º área metropolitana más poblada de los Estados Unidos. El área metropolitana de Scranton-Wilkes-Barre comprende cuatro condados y la ciudad más poblada es Scranton.

## Composición del área metropolitana
- Condado de Luzerne
- Condado de Wyoming
- Condado de Lackawanna